# KDD – Kriminaldauerdienst

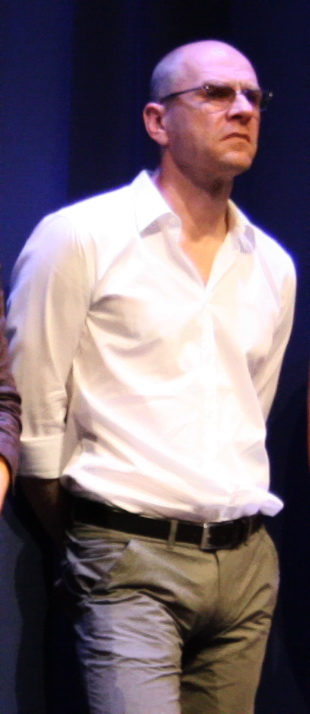
Götz Schubert (2010)

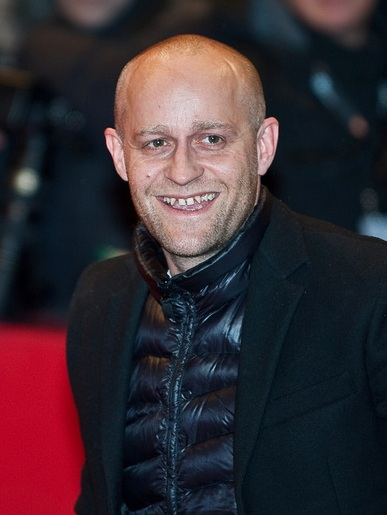
Jürgen Vogel (2010)

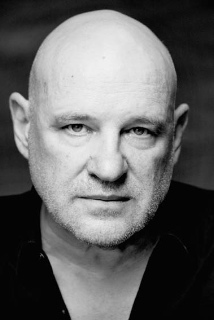
Christian Redl

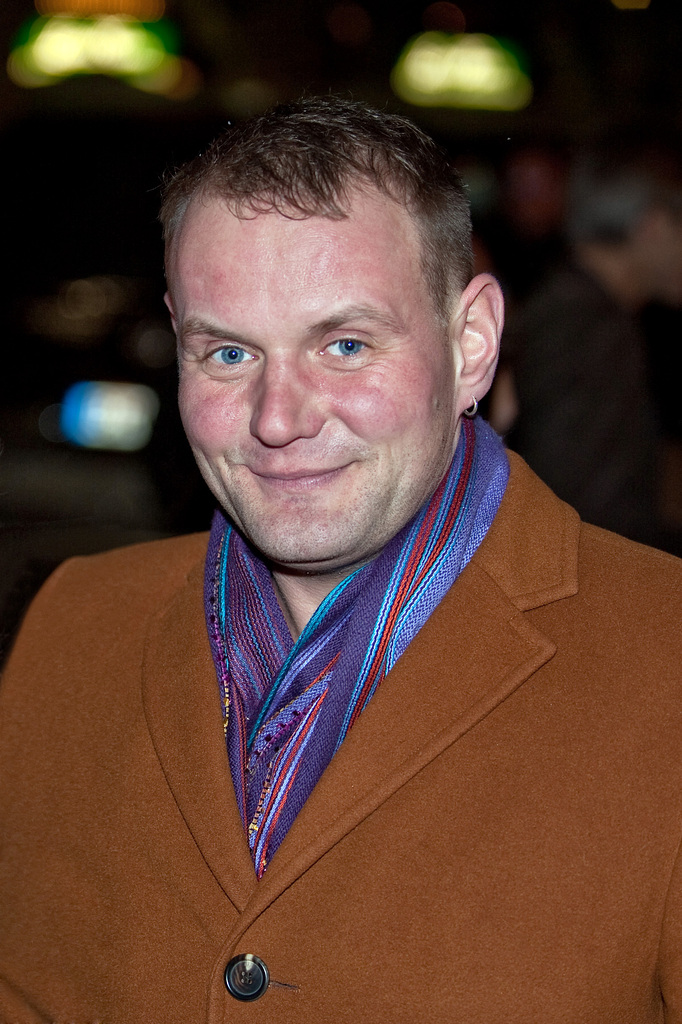
Devid Striesow (2010)

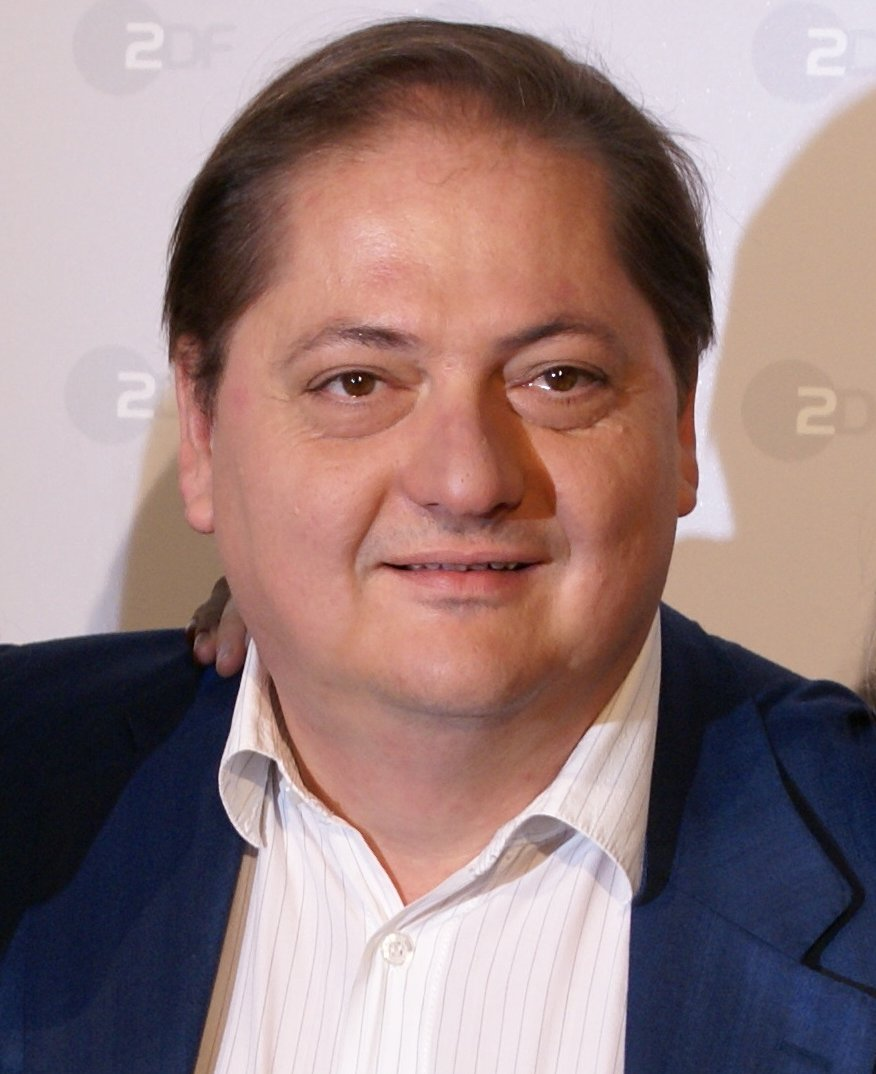
Jürgen Tarrach (2008)

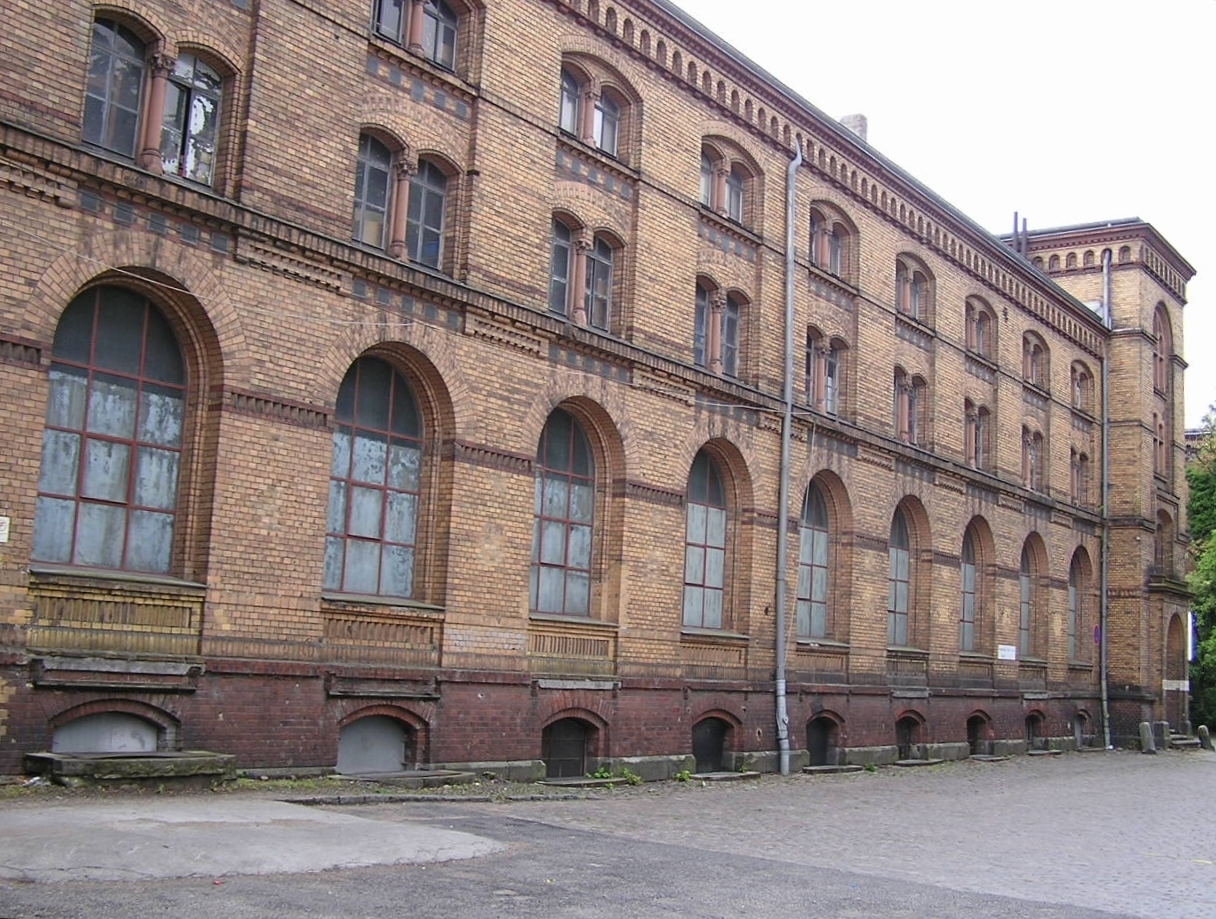
Die Fassade der Berliner Heeresbäckerei zur Innenhofseite

KDD – Kriminaldauerdienst (umgangssprachliche Kurzform auch „KDD“) ist eine deutsche Krimiserie, die von 2007 bis 2010 ausgestrahlt wurde. Aufgrund der ungewöhnlichen Dramaturgie und der zwiespältig gezeichneten Charaktere der Hauptfiguren wurde sie von der Kritik gelobt und gewann mehrere Preise. Da die Zuschauerzahlen hinter den Erwartungen zurückblieben, stellte das ZDF die Serie nach drei Staffeln ein.

## Inhalt
Im Mittelpunkt der Serie steht eine fiktive Kriminaldauerdienst-Einheit im Berliner Bezirk Kreuzberg. Anders als konventionelle Krimiserien rückt KDD nicht die Lösung eines Falls in den Mittelpunkt, sondern den Arbeitsalltag der Einheit sowie die beruflichen und privaten Geschicke der einzelnen Personen. Typisch für KDD sind die unterschiedlichen Ebenen, auf denen die Geschichte erzählt wird. Übergreifender, sich durch alle drei Staffeln ziehender Handlungsrahmen ist ein Korruptionsfall innerhalb der Berliner Polizei, in den die KDD-Beamten auf unterschiedliche Weise hereingezogen werden. Eine zweite, ebenfalls stetig durcherzählte Ebene thematisiert die persönlichen Geschicke der Ermittler. Die dritte Ebene schließlich sind die alltäglichen Fälle aus dem KDD-Alltag. In der ersten Staffel waren dies meist zwei pro Folge, in den Folgestaffeln – abhängig vom Verlauf der Gesamthandlung – gar keiner, ein oder zwei Fälle.
Die unterschiedlichen Ebenen und Erzählstränge verdichten sich zu einer fortlaufenden Gesamthandlung – ein Grund, warum einzelne Rezensionen die Serie gelegentlich auch als Drama oder Polizei-Soap charakterisierten. Hauptfiguren sind die sieben Beamten der KDD-Stammbesetzung:
- Dienstgruppenleiter Kriminalhauptkommissar Helmut Enders (Götz Schubert),
- Kriminaloberkommissar Jan Haroska (Manfred Zapatka), ein erfahrener Polizist und mal trockener, mal rückfälliger Alkoholiker,
- die Wachdienstführerin Kriminaloberkommissarin Kristin Bender (Saskia Vester), die ihre lesbische Beziehung vor ihren Kollegen verborgen hält,
- der Zeitungsverleger-Sohn Kriminalkommissar Leo Falckenstein (Barnaby Metschurat),
- die ehrgeizige Kriminalkommissarin Sylvia Henke (Melika Foroutan),
- der zwischen deutscher und türkischer Identität hin- und hergerissene Kriminalkommissar Mehmet Kilic (Billey Demirtas) und
- die geschiedene Schutzpolizistin Polizeikommissarin (später Polizeioberkommissarin) Maria Hernandez (Jördis Triebel).

Flankiert wird das KDD-Kernteam von weiteren Figuren:
- Karsten Stieglitz (Michael Rotschopf), ein Beamter von der Internen Ermittlung,
- Enders’ Ehepartnerin Sabine (Johanna Gastdorf) sowie
- der Halbwüchsige Enes (Edin Hasanović), ein Kosovo-Flüchtling, zu dem Wachdienstführerin Bender zunehmend eine ersatzmutterähnliche Beziehung aufbaut.

In der ersten Staffel wird die Handlung von zwei Ereignissträngen bestimmt: zum einen Jan Haroska, der Drogengeld unterschlagen hat und zunehmend zwischen die Fronten gerät, zum zweiten der Kumpanei hochrangiger Polizeibeamter mit einer Fraktion im Berliner Drogenhandel. Flankiert von den kleinen Fällen innerhalb der einzelnen Folgen, entwickelt sich die Drogengeschichte stringent hin auf ein spektakuläres Finale, bei dem die KDD-Einheit auf dem Berliner Gendarmenmarkt von Scharfschützen der Drogenmafia unter Beschuss genommen wird. Die zweite Staffel verfolgt die Korruptions-Rahmenhandlung der ersten weiter. Zusätzlich rückt sie eine übergreifende Nebenhandlung ins Zentrum, in der es um manipulierte Sportwetten sowie einen Fußballskandal in der Regionalliga geht. Zudem werden einige Handlungselemente der ersten Staffel fortgeführt – die zerbrochene Beziehung zwischen Haroska und der Schutzpolizistin Hernandez etwa, oder die Situation von Kriminalkommissarin Henke, die psychisch eine erlittene Vergewaltigung zu verarbeiten hat und mittlerweile eine Beziehung mit ihrem Kollegen Falckenstein eingegangen ist. Die dritte Staffel ist zeitlich etwa ein Jahr nach dem Ende der zweiten angesetzt. Ebenso wie die vergangenen greift auch sie Handlungselemente der vorangegangenen Staffeln auf. Der Verlauf der Hauptgeschichte wird stark von der Person Mehmet Kilics bestimmt, der Drogenprobleme hat, sich über einen Zweitjob im Türsteher-Milieu Geld hinzuverdient und – als er einer verdeckten Ermittlung der Drogenfahndung in die Quere kommt – in massive Loyalitätskonflikte gerät. Finale der dritten Staffel ist eine Geiselnahme im KDD-Revier – wobei der Ausgang kein Ende der Serie im klassischen Sinn darstellt, sondern lediglich einen weiteren Einschnitt innerhalb der KDD-Story.
Ein typisches Merkmal der Serie ist die Schnelligkeit, mit welcher die unterschiedlichen Ereignisse in Szene gesetzt werden. Zum einen ist diese Schnelligkeit Bestandteil der Dramaturgie. Darüber hinaus entschieden sich Autor, Produktionsstab sowie beteiligte Regisseure bewusst dafür, die einzelnen Szenen stringent mit zwei unterschiedlichen Kameras aufzunehmen. Die Zwei-Kamera-Technik – wie sie z. B. auch in der US-Serie The Shield – Gesetz der Gewalt angewandt wurde, ermöglichte nicht nur eine dynamischere Schnittfolge, sondern auch eine flüssigere Spielweise beim Einspielen der einzelnen Szenen. Weitere Erkennungsmerkmale von KDD waren die düstere, in fahlen Beige-Tönen gehaltene Farbgebung, die sich stark an vergleichbaren modernen US-Serien wie beispielsweise The Wire orientierte, und die abgespeckte, pulsierend-minimalistische Titelmelodie.

## Produktion und Ausstrahlung
Idee und Konzept der Serie stammen von Drehbuchautor Orkun Ertener und der Produzentin Kathrin Breininger (Hofmann & Voges, München). Während der Konzeptionierungsphase fanden Vor-Ort-Recherchen statt, die auch die Teilnahme an Einsätzen realer KDD-Beamten beinhalteten. Konzipiert war die Serie von Anfang an als übergreifende Geschichte, die unterschiedliche Ebenen beinhalten sollte. Autor Ertener stellte in einem Interview klar, dass KDD kein Bügelfernsehen sei. Produzentin Breininger charakterisierte den Figurenreichtum als Geschenk an den Zuschauer, der sich seine Lieblinge aussuchen und deren Geschichten nachgehen könne. Über die Hauptrollen hinaus besetzte das Produktionsteam auch tragende Nebenrollen mit profilierten Schauspielern. Die Rolle des russischen Drogendealers Han spielte Jürgen Vogel, die des korrupten LKA-Beamten Rainer Sallek der Film- und TV-Schauspieler Christian Redl, die des zwielichtigen Boxpromoters Armin Ponew Jürgen Tarrach. Weitere Nebenrollen spielten Bernhard Schütz (als Dr. Wolfgang Jacobi), Sandra Borgmann (als Marlies Haroska), Anna Fischer (als Maren/Lisa Enders), André Hennicke (als Aoun), Falk Rockstroh (als Axel Falckenstein), Devid Striesow (als Schutzpolizist Keitel), Idil Üner (als Rüya Deniz), Alma Leiberg (als Karen Murnau) und Tobias Oertel (als Frank Döring). Gastauftritte in einzelnen Folgen absolvierten darüber hinaus Wotan Wilke Möhring und Rolf Kanies.
Die Drehorte der einzelnen KDD-Folgen waren vorwiegend in Berliner Stadtteilen Kreuzberg und Neukölln. Die Außenaufnahmen des Polizeigebäudes wurden in der Köpenicker Straße, Ecke Brommystraße in Kreuzberg in der ehemaligen Berliner Heeresbäckerei des Königlichen Preußischen Proviantamts gedreht. Das Innenmotiv der Wache selbst wurde in einem Studio in der Nähe des Flughafens Berlin-Tegel aufgebaut.
Die Dreharbeiten für die erste Staffel begannen im Februar 2006. Über die Pilotfolge hinaus wartete die erste Staffel mit zehn weiteren Folgen auf. An den Drehbüchern der Folgen 1 und 2 arbeitete Falko Löffler mit. Regie im Pilotfilm und den Folgen 1 und 2 führte Matthias Glasner, in den Folgen 3 bis 6 Lars Kraume und in den Folgen 7 bis 10 Filippos Tsitos. Die zweite Staffel wurde vom 2. Mai bis zum 4. Juli 2008 ausgestrahlt und umfasste neben der Pilotfolge acht weitere Folgen. Für das Drehbuch verantwortlich zeichnen Orkun Ertener, Lars Kraume, Oliver Hain und Edward Berger. Regie in der zweiten Staffel führten Edward Berger, Andreas Prochaska und Züli Aladag. Die Dreharbeiten für die dritte Staffel begannen im Oktober 2008. Vom 12. Januar bis 2. März 2010 wurde die dritte Staffel bei ARTE erstausgestrahlt und lief vom 9. April bis 21. Mai auch im ZDF. Insgesamt umfasst diese Staffel acht Folgen. Die Länge der Pilotfolgen betrug 90 Minuten, die weiteren Folgen hatten jeweils eine Länge von ungefähr 45 Minuten. Auf ARTE wurde die erste Folge der dritten Staffel in zwei Teilen ausgestrahlt. Die jeweiligen Folgen waren 2007 erstmals 24 Stunden vor der Fernsehausstrahlung im Internet als Stream zu sehen. Robert Amlung von der Direktion Neue Medien des ZDF bezeichnete diese Entscheidung als Maßnahme, die erste Schritte einleite auf den Weg in eine Medienwelt, in der TV und Internet zusammenwachsen.
Aufgrund des ungewöhnlichen Konzepts sowie der Art der Umsetzung hatte die Serie von Beginn an mit Akzeptanzproblemen zu kämpfen. Trotz der zahlreichen positiven Kritiken waren die Einschaltquoten in den ersten beiden Staffeln eher schwach. Während die großen Medien sowie ein Teil der Zuschauer die Serie positiv, zum Teil sogar enthusiastisch aufnahmen, äußerten andere Zuschauer Vorbehalte oder Desinteresse. Die Einschaltquoten der ersten beiden Staffeln waren trotz der zahlreichen positiven Kritiken unterdurchschnittlich. Das Finale der zweiten Staffel sahen knapp zweieinhalb Millionen Zuschauer. Der sich daraus ergebende Marktanteil von 9,6 % wurde als nicht befriedigend gewertet; besonders bitter war der nochmals stark reduzierte Zuschaueranteil bei den jungen Zuschauern. 2009 fällten die ZDF-Verantwortlichen schließlich die Entscheidung, die Serie nach der dritten Staffel einzustellen. Die Begründung lautete, die Geschichten seien auserzählt, die Story sei „final“. Serienautor Orkun Ertener zog in einem Interview mit der tageszeitung ein desillusioniertes Resümee in Bezug auf die Realisierbarkeit weiterer, ähnlicher Stoffe. Im Rückblick bezeichnete er KDD als „zu komplex, zu schnell, zu verwirrend, zu düster und zu unmoralisch“ für das deutsche Fernsehen. An sich hätte die Serie durchaus Potenzial gehabt für eine vierte und fünfte Staffel.
Dem unterdurchschnittlichen Quotenerfolg zum Trotz gelang es der ZDF-Tochterfirma ZDF Enterprises im Herbst 2010, KDD – Kriminaldauerdienst an US-amerikanische und kanadische TV-Anbieter zu verkaufen. Unter dem Titel KDD: Berlin Crime Squad wurde die Serie von dem kanadisch-internationalen Sender Eurochannel bereits Ende Oktober 2010 erstmals ausgestrahlt. Unter den Titeln KDD: Policia de Investigación, KDD: Policia Investigativa de Berlim, KDD: Berlinski Oddzial Kryminalny und KDD: Berlin Brigade Criminelle lief die Serie auch auf dem spanisch-, portugiesisch-, polnisch- und französischsprachigen Eurochannel-Serienkanal. In französischer Sprache ausgestrahlt wurde die Serie darüber hinaus auch vom zweisprachigen Sender ARTE. Die Vermarktung als DVD erfolgte jeweils nach Ausstrahlung der entsprechenden Staffel. Alle drei Staffeln sind im Handel erhältlich. Ausführlicheres Bonusmaterial inklusive eines Making-of-Beitrags enthält insbesondere die DVD-Box zu Staffel 2. In Form von MP3-Downloads steht auch der Soundtrack der Serie kommerziell zur Verfügung.

## Rezeption
Die Serie wurde von der Kritik überwiegend positiv aufgenommen und vor allem aufgrund ihrer Authentizität gelobt.
Der Spiegel schrieb am 2. Februar 2007:
„Dabei liegt die Stärke von ‚KDD‘ gerade auch im Detail: Von der Tochter des türkischen Gemüsehändlers, die einen Überfall auf den Laden ihres Vaters inszeniert, um von der eigenen Vergewaltigung abzulenken, bis zur Hartz-IV-Empfängerin, die sich zusammen mit einem abgehalfterten Arzt eine Tochter erfindet, damit sie Kindergeld beantragen kann – präzise werden die ökonomischen und psychokulturellen Widersprüche des Berliner Kiezes aufgezeigt. So gesehen handelt es sich bei dem Schocker KDD, mit dem nun der beschauliche und stets etwas weltferne ZDF-Freitagabend aufgemischt wird, um viel mehr als eine weitere Krimi-Serie. Ein verstörender Trip in ein System vor dem Kollaps.“
Klaudia Wick lobte in der Berliner Zeitung das Tempo und die Intensität der Serie: „Am Maßstab üblicher Serienkrimis lässt sich die neue ZDF-Serie ‚KDD‘ nicht messen. Statt wie sonst in zehn Folgen hintereinander zehn Fälle zu inszenieren, passieren in ‚KDD‘ mindestens zehn Delikte gleichzeitig.“ Jochen Voß schrieb im Medienmagazin DWDL.de: „‚KDD‘ zeigt Menschen. Es wäre leicht zu sagen, die Serie zeige deren Abgründe. Sie zeigt vielmehr ihre Angst, ihre Verzweiflung und Sehnsucht nach Leben.“
Zur Ausstrahlung der dritten Staffel betonte die Süddeutsche Zeitung die besondere Qualität der Serie und bedauerte ihre angekündigte Einstellung: „Und da ist wieder das flirrende Klangmotiv von ‚KDD – Kriminaldauerdienst‘, der innovativsten deutschen Fernsehserie der vergangenen Jahre. (…) Dass dieses Format bei aller Verdichtung nie wie eine Seifenoper wirkt – das eben ist das Besondere an KDD. Bedenkt man darüber hinaus, wie souverän die Regie von Christian Zübert und Andreas Prochaska die Handlungsstränge fortführt, dann schwindet das Verständnis dafür, dass KDD keine Zukunft haben soll.“
Die Filmbranchen-Webseite negativ-film.de zog in einer Analyse der Serie den Vergleich mit ähnlich ambitionierten Produktionen wie Im Angesicht des Verbrechens von Dominik Graf und der US-Serie The Shield. Die Jury des Adolf-Grimme-Preises begründete ihre Auszeichnung im Jahr 2008 mit den Worten, dass sie das deutsche Fernsehen schmückt und konstatierte KDD „Tempo, Rasanz, fordernde Dramaturgien, gebrochene Charaktere und Kriminale mit schmuddeligen Westen.“
Insbesondere auf die Nachricht, dass KDD nicht fortgesetzt werde, reagierten viele Medien mit Kritik an der ihrer Meinung nach zu sehr auf konventionelle Sehgewohnheiten ausgerichteten Haltung der TV-Verantwortlichen. Thomas Abeltshauser schrieb bei Welt Online: „Die deutsche Krimiserie ‚KDD – Kriminaldauerdienst‘, die von einer Kreuzberger Polizeitruppe handelt, liefert intelligente Spannung und wurde zu Recht mehrfach ausgezeichnet. Ausgerechnet dieses leuchtende Beispiel deutscher Fernsehkultur, dessen Vorpremiere im Januar bei Arte stattfand, stirbt nun den langsamen Serientod – und wir können im ZDF dabei zuschauen, wo heute die dritte und letzte Staffel anläuft.“

## Sonstiges
- Die Serie bezieht sich zwar auf eine fiktive Kriminaldauerdienst-Einheit in Berlin-Kreuzberg. In Berlin wird diese spezielle Form des kriminalpolizeilichen Bereitschaftsdiensts allerdings von anderen Dienststellen übernommen; einen KDD gibt es dort demzufolge nicht.
- Mit Nachtschicht strahlt das ZDF eine weitere Krimiserie mit einer KDD-Einheit im Mittelpunkt aus. Die Nachtschicht-Reihe ist jedoch in Hamburg angesiedelt, darüber hinaus besteht die Serie aus einer Reihe in sich abgeschlossener Filme – ähnlich wie beim Tatort.
- Im Büro des KDD-Dienstgruppenleiters Enders hängt ein Plakat mit dem US-amerikanischen Country-Sänger Kinky Friedman. Friedman, der 2006 als unabhängiger Kandidat für die texanischen Gouverneurswahlen antrat, hat sich auch als Krimiautor einen Namen gemacht.
- Anna Fischer, die in der Serie die Doppelrolle der Zwillingsschwestern Maren und Lisa Enders spielt, brachte sich auch als Frontfrau der Berliner Band Panda in die Serie ein. In einer Folge der ersten Staffel, in der es um den aktuellen Stand von Enders’ Familie geht, spielt sie mit Band die Panda-Singleauskoppelung Jeht kacken.
- KDD war die erste Serie des ZDF, welche bereits vor ihrer Ausstrahlung in der Mediathek abrufbar war.[23]

## Auszeichnungen

### 2007
- Bayerischer Fernsehpreis an Saskia Vester in der Kategorie Beste Schauspielerin
- Goldener Gong an Produzentin Kathrin Breininger
- Deutscher Fernsehpreis in der Kategorie Beste Serie

### 2008
- Adolf-Grimme-Preis im Bereich Fiktion an Autor Orkun Ertener, Produzentin Kathrin Breininger und Manfred Zapatka (stellv. für das Darstellerteam)
- Bronzemedaille in der Kategorie Drama beim Internationalen TV Broadcasting-Wettbewerb des New York Festivals für die Pilotfolge Auf schmalem Grat („Balancing on the Tightwire“)

### 2009
- Bayerischer Fernsehpreis an Manfred Zapatka als bester Schauspieler in der Kategorie Serien und Reihen
- Deutscher Kamerapreis in der Kategorie Fernsehserie an Jens Harant für seine Kameraführung im Pilotfilm der zweiten Staffel Am Abgrund[24]